# Джак Линч
Вижте пояснителната страница за други личности с името Джон Линч.
Джон (Джак) Линч (на английски: John (Jack) Lynch; на ирландски: Sean O Loingsigh) е ирландски политик от партията Фиана Файл. Той е депутат от 1948 до 1981, министър на просветата (1957 – 1959), министър на промишлеността и търговията (1959 – 1965) и министър на финансите (1965 – 1966). През 1966 оглавява Фиана Файл и на два пъти е министър-председател на Ирландия (1966 – 1973 и 1977 – 1979). Джак Линч е също и успешен състезател по хърлинг и келтски футбол.